# Kristijan Koren
Kristijan (Kristjan) Koren, slovenski kolesar, * 25. november 1986, Postojna.
Tekmuje za slovenski kolesarski klub Adria Mobil.
Doma je iz Budanj pri Ajdovščini.
Leta 2019 je prejel dvoletno prepoved nastopanja zaradi dopinga iz leta 2011.

## Uspehi
2007
Slovenski državni prvak v kronometru
2008
1. mesto, La Cote Picardie
1. mesto, Prolog, Isterain Spring Trophy
1. mesto, Etapi 5 & 13 Vuelta a Cuba
2009
1. mesto, Etapa 7, Giro Della Valle d'Aosta Mont Blanc
1. mesto, Etape 8 & 9, Giro d'Italia u27
1. mesto, Etapa 3, Giro del Friuli-Venezia-Giulia
2010
1. mesto, GP di Camaiore
94. mesto Tour de France
2012
1. mesto, 4. etapa Dirke po Sloveniji
3. mesto, Dirka po Sloveniji

## Pomembnejša tekmovanja

### Tritedenske etapne dirke
| Grand Tour        | 2010 | 2011 | 2012 | 2013 | 2014 | 2015 | 2016 | 2017 | 2018 | 2019 |
| ----------------- | ---- | ---- | ---- | ---- | ---- | ---- | ---- | ---- | ---- | ---- |
| Dirka po Italiji  | —    | —    | —    | —    | —    | —    | —    | 128  | —    | DNF  |
| Dirka po Franciji | 93   | 85   | 98   | 100  | 135  | 69   | 152  | —    | 102  |      |